# Dote
Dote é a transferência de propriedades dos pais, como presentes, dinheiro ou outros bens quando ocorre o casamento de uma filha. O dote contrasta com os conceitos relacionados de preço de noiva e contradote. Enquanto o preço da noiva, ou serviço de noiva, é um pagamento feito pelo noivo ou sua família para os pais da noiva, o dote são os bens transferidos da família da noiva para o noivo ou sua família. O dote é um costume antigo, e sua existência pode ocorrer antes de registros sobre ele. Os dotes continuam a ser esperados e exigidos como condição para aceitar uma proposta de casamento em algumas partes do mundo, principalmente em partes da Ásia, Norte da África e Bálcãs. Em algumas partes do mundo, as disputas relacionadas ao dote às vezes resultam em atos de violência contra as mulheres, incluindo assassinatos e ataques com ácido. O costume do dote é mais comum em culturas que são fortemente patrilineares e que esperam que as mulheres residam com ou perto da família do marido. Os dotes têm longa história na Europa, Sul da Ásia, África e outras partes do mundo.